# Géza Takács
Géza Takács (Budapest, 2 maggio 1899 – Budapest, 28 dicembre 1964) è stato un allenatore di calcio e calciatore ungherese, di ruolo difensore.
Suo fratello, József Takács, fu anch'egli calciatore ad alti livelli ed ebbe occasione di giocare con lui nel Ferencváros.

## Carriera
Terzino destro, fu una colonna del Ferencváros negli anni '20 e nei primi anni '30. Il suo palmarès conta 4 campionati ungheresi (1925–26, 1926–27, 1927–28, 1931–32), 1 Coppa dell'Europa Centrale (1928) e 4 Coppe di Ungheria (1922, 1927, 1928, 1933).

## Statistiche

### Cronologia presenze e reti in Nazionale
| Cronologia completa delle presenze e delle reti in nazionale ― Ungheria | Cronologia completa delle presenze e delle reti in nazionale ― Ungheria | Cronologia completa delle presenze e delle reti in nazionale ― Ungheria | Cronologia completa delle presenze e delle reti in nazionale ― Ungheria | Cronologia completa delle presenze e delle reti in nazionale ― Ungheria | Cronologia completa delle presenze e delle reti in nazionale ― Ungheria | Cronologia completa delle presenze e delle reti in nazionale ― Ungheria | Cronologia completa delle presenze e delle reti in nazionale ― Ungheria |
| Data                                                                    | Città                                                                   | In casa                                                                 | Risultato                                                               | Ospiti                                                                  | Competizione                                                            | Reti                                                                    | Note                                                                    |
| ----------------------------------------------------------------------- | ----------------------------------------------------------------------- | ----------------------------------------------------------------------- | ----------------------------------------------------------------------- | ----------------------------------------------------------------------- | ----------------------------------------------------------------------- | ----------------------------------------------------------------------- | ----------------------------------------------------------------------- |
| 30/04/1922                                                              | Budapest                                                                | Ungheria                                                                | 1 – 1                                                                   | Austria                                                                 | Amichevole                                                              | -                                                                       |                                                                         |
| 20/09/1925                                                              | Budapest                                                                | Ungheria                                                                | 1 – 1                                                                   | Austria                                                                 | Amichevole                                                              | -                                                                       |                                                                         |
| 25/03/1928                                                              | Budapest                                                                | Ungheria                                                                | 2 – 1                                                                   | Jugoslavia                                                              | Amichevole                                                              | -                                                                       |                                                                         |
| 24/04/1932                                                              | Vienna                                                                  | Austria                                                                 | 8 – 2                                                                   | Ungheria                                                                | Amichevole                                                              | -                                                                       |                                                                         |
| Totale                                                                  |                                                                         | Presenze                                                                | 4                                                                       |                                                                         | Reti                                                                    | 0                                                                       |                                                                         |

## Palmarès

### Giocatore

#### Competizioni nazionali
- Campionato ungherese: 4

Ferencváros: 1925-1926, 1926-1927, 1927-1928, 1931-1932
- Coppa d'Ungheria: 4

Ferencváros: 1921-1922, 1926-1927, 1927-1928, 1932-1933

#### Competizioni internazionali
- Coppa dell'Europa Centrale: 1

Ferencvárosi FC: 1928

### Allenatore

#### Competizioni nazionali
- Campionato ungherese: 1

Újpest: 1945